# Saint-Alban-d'Ay
Saint-Alban-d'Ay is een gemeente in het Franse departement Ardèche (regio Auvergne-Rhône-Alpes). De plaats maakt deel uit van het arrondissement Tournon-sur-Rhône. Saint-Alban-d'Ay telde op 1 januari 2022 1.396 inwoners.

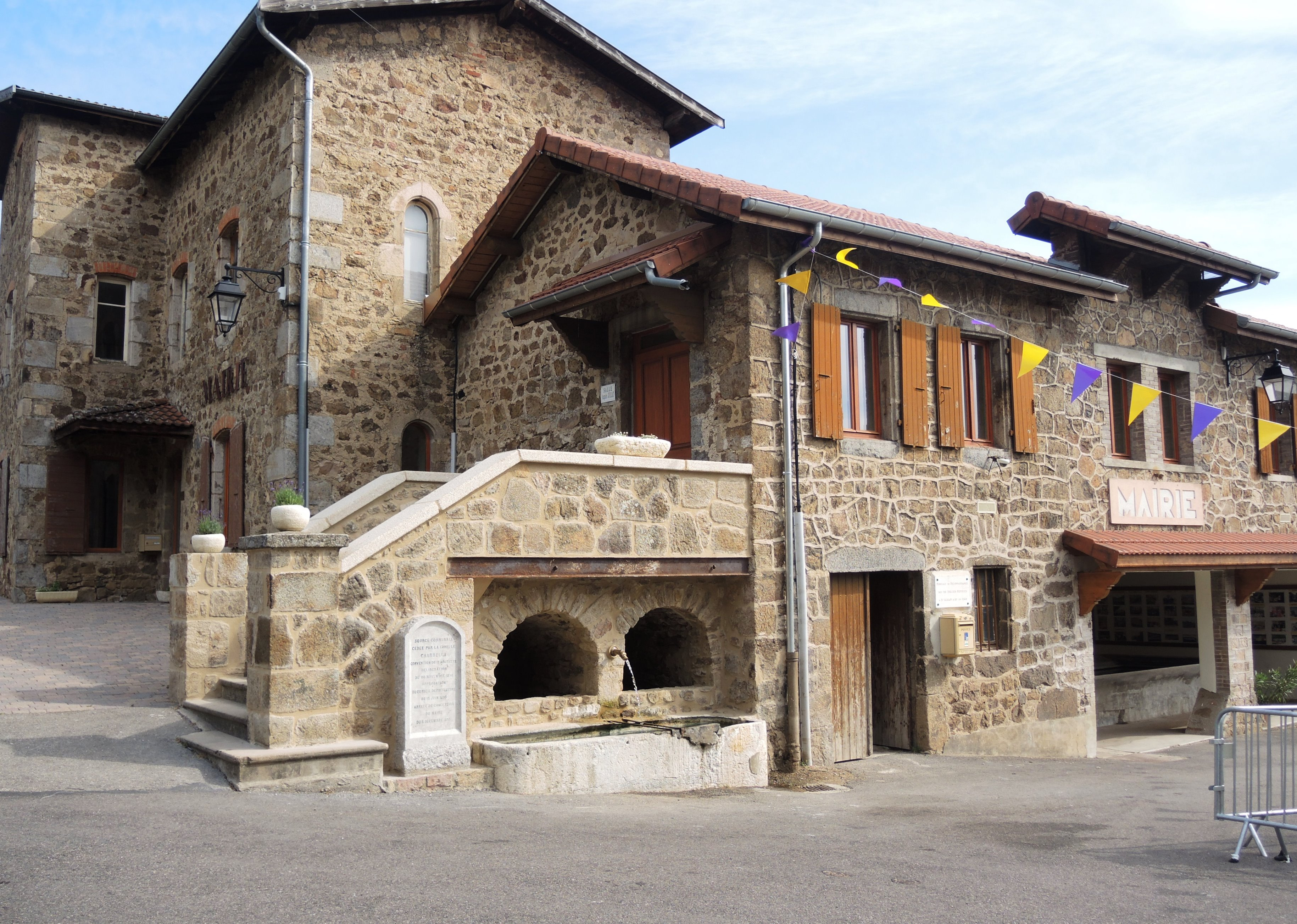
Gemeentehuis
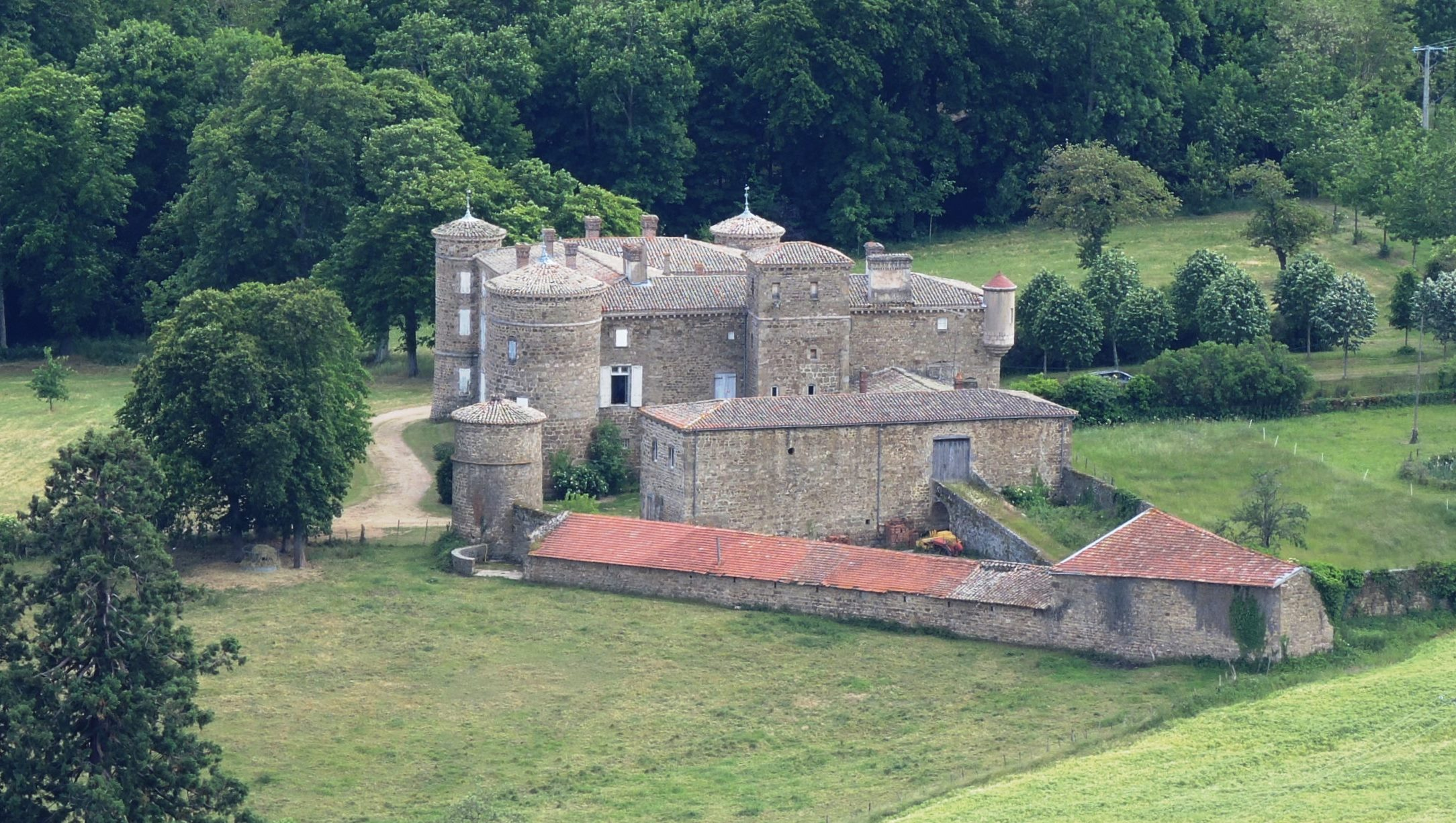
Château des Rieux
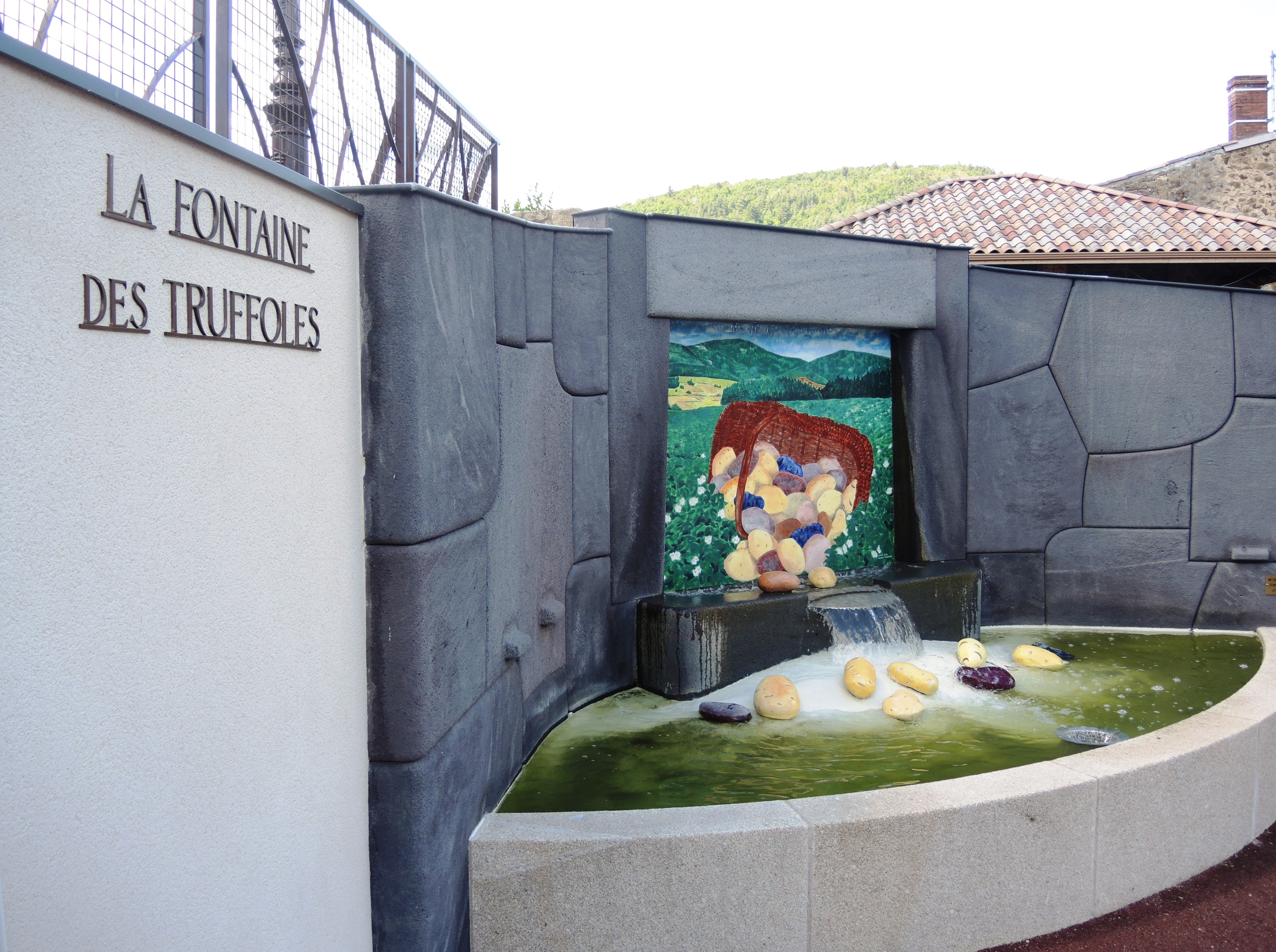
Fontaine des Truffoles
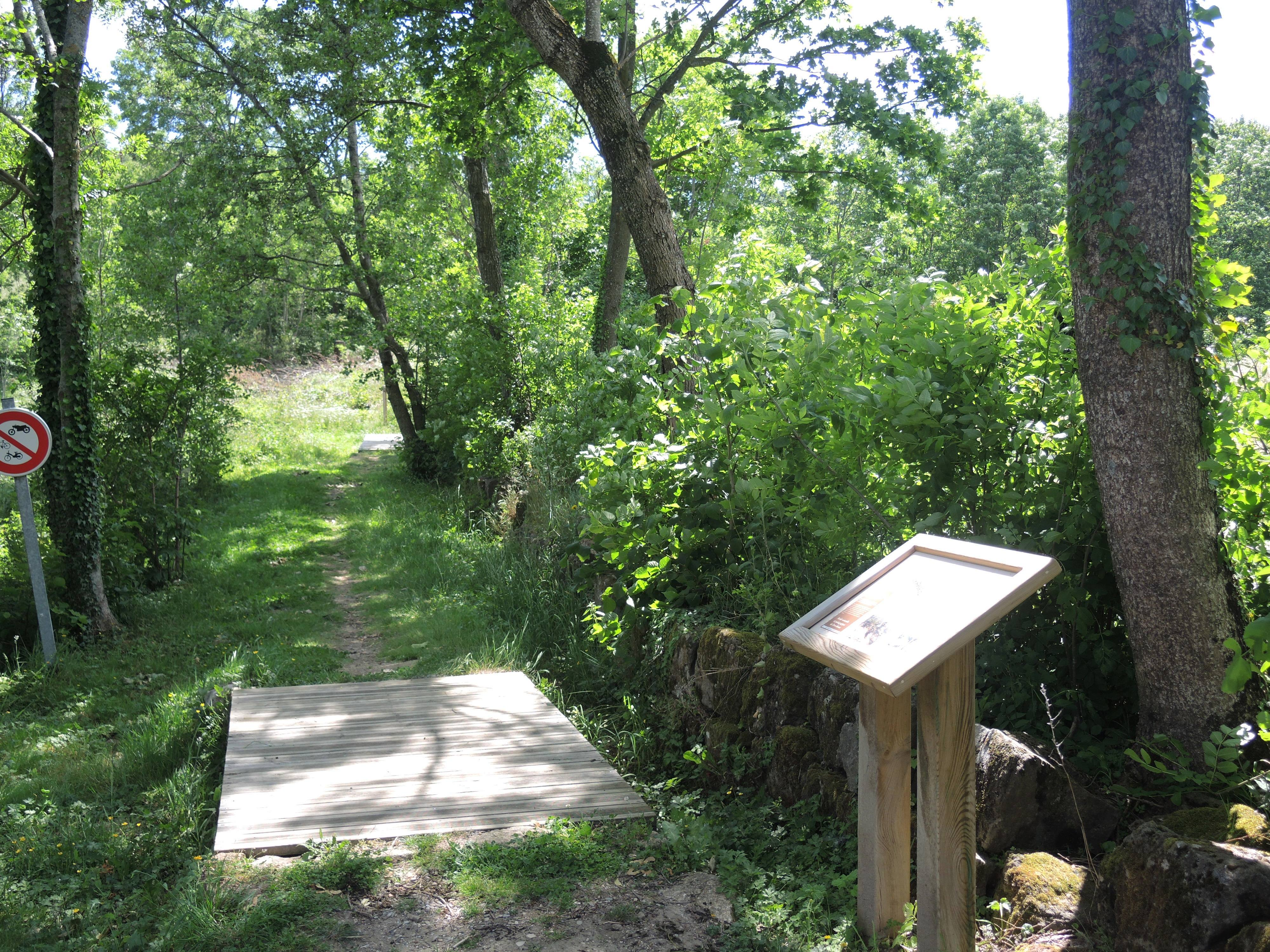
Forêt du Grandbeau
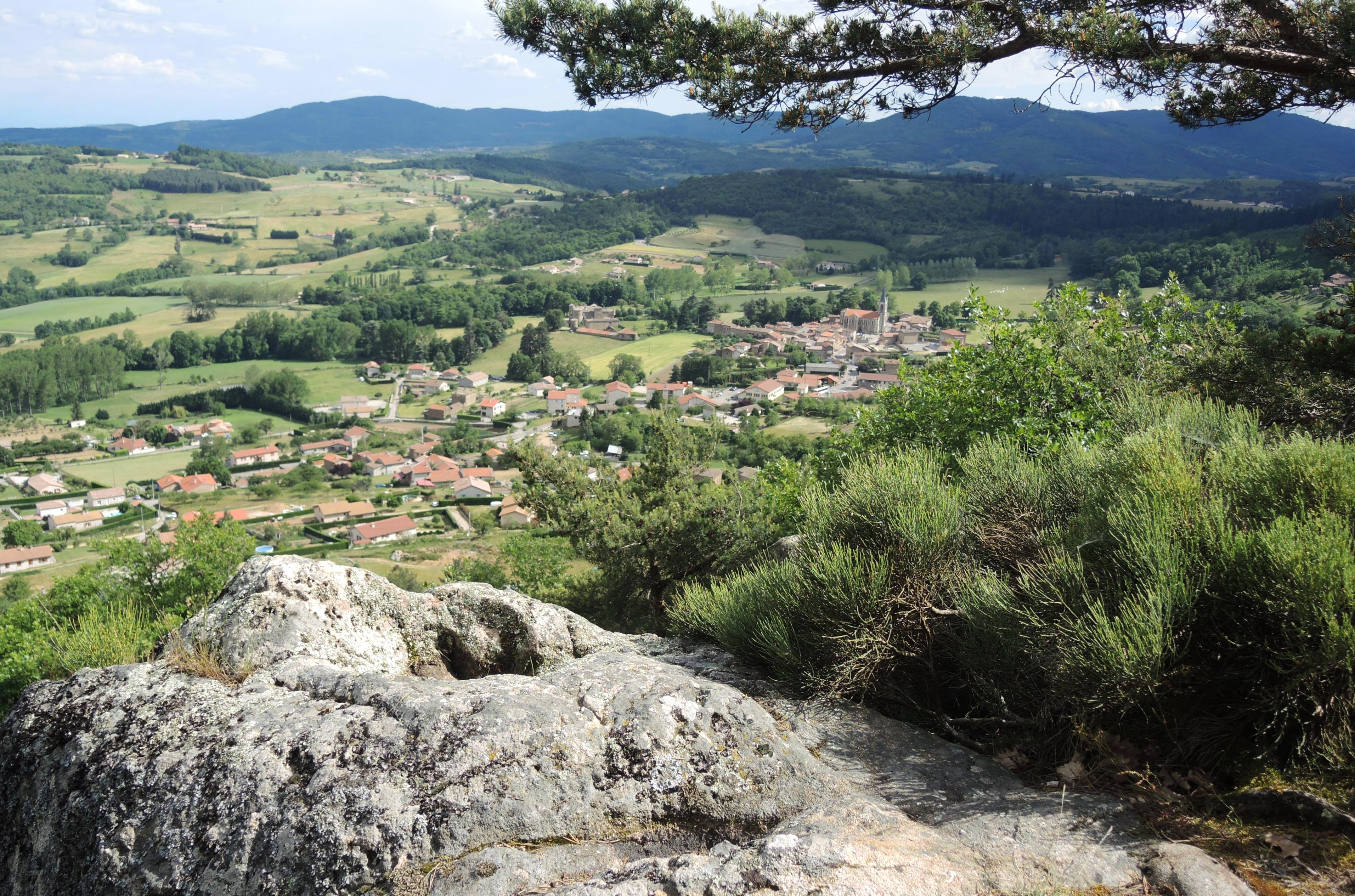
Peyreboeuf
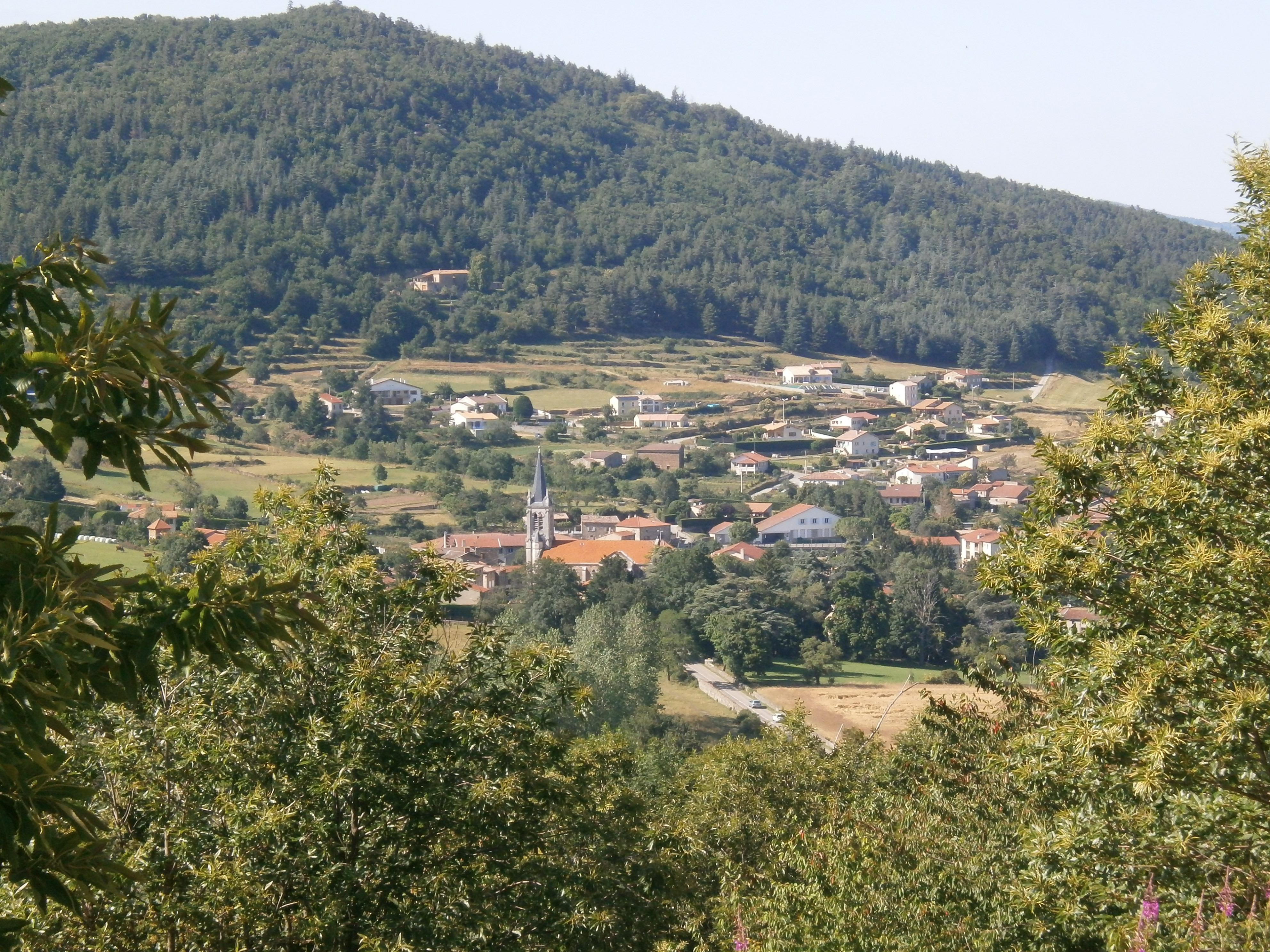
Uitzicht op Saint-Alban-d'Ay

## Geografie
De oppervlakte van Saint-Alban-d'Ay bedroeg op 1 januari 2022 23,73 vierkante kilometer; de bevolkingsdichtheid was toen 58,8 inwoners per km².
De onderstaande kaart toont de ligging van Saint-Alban-d'Ay met de belangrijkste infrastructuur en aangrenzende gemeenten.

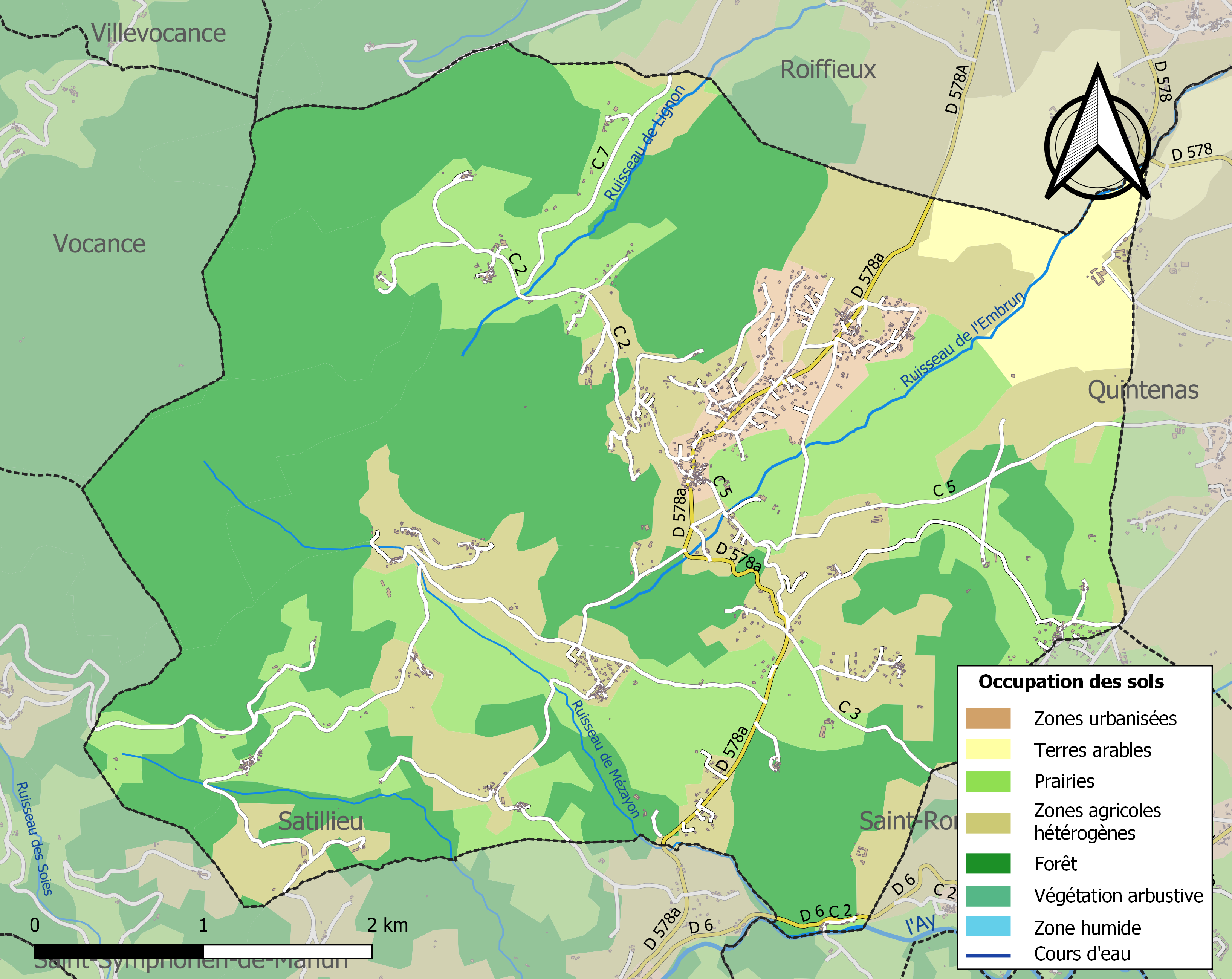

## Demografie
Onderstaande figuur toont het verloop van het inwonertal (bron: INSEE-tellingen).
Vanwege een beveiligingsprobleem met de MediaWiki Graph-software is het momenteel niet mogelijk deze grafiek weer te geven. Zodra de software is bijgewerkt zal de grafiek vanzelf weer zichtbaar worden.